# Столбище (Татарстан)
Столбище (Столбищи, тат. Столбище, Stolbişçe, тат. Сталбишчы, Stalbişçı) — село в Лаишевском районе Татарстана. Административный центр Столбищенского сельского поселения. Крупнейший после райцентра населённый пункт района.
В 1938—1959 годах являлось административным центром Столбищенского района.

## География
Находится на северо-западе района, к северо-западу от аэропорта «Казань», в 11 км к югу от Казани.
В селе находятся озёра Столбище (на севере) и Заячье (на юге), в 2 км к западу расположено озеро Ковалинское (Ковалевское) — все три озера (бессточные) являются памятниками природы Татарстана. У юго-западной окраины села на озёрах Сухое и Четово расположена гнездовая колония озёрной чайки — также памятник природы регионального значения.

## Население
| 2002 | 2010  | 2021  |
| ---- | ----- | ----- |
| 3641 | ↗4018 | ↗8285 |

Национальный состав: русские — 66 %, татары — 31 % (2017 г.).

## История
Известно с 1565 года под названием Починок Федков (или Починок Федотов), в старинных источниках упоминается также под названием Гурьево. Современное название с начала XVII века: в связи со строительством Оренбургского тракта в этих краях побывала императрица Екатерина II, которая и дала селу название Столбище. В 1840 году в селе открылась школа.
До 1920 года село было центром Столбищенской волости Казанского уезда Казанской губернии. С 1920 года в составе Арского кантона ТатАССР. С 14.02.1927 в Воскресенском (Казанском) районе.
С 4 августа 1938 года по 25 марта 1959 года село являлось административным центром новообразованного Столбищенского района — после его упразднения с 26.03.1959 село передано в состав Лаишевского района.
В период 01.02.1963—11.01.1965 село находилось в составе Пестречинского района (Лаишевский район был упразднён и позже восстановлен).
В 2018 стало известно как «чистилище посылок», из-за задержек и краж посылок в местном сортировочном/логистическом центре Почты России.

## Транспорт
Через село проходит автодорога Казань — Атабаево. На восточной окраине села расположены остановочные платформы Столбище и Усады на железнодорожной ветке Казань — Аэропорт.
Действует автобусное сообщение с Казанью.

## Перспектива
Рядом с селом (за железной дорогой) планируется строительство города-спутника Казани — СМАРТ Сити Казань. В проектной документации выделен срок строительства 1-й очереди посёлка до 2020 года.
Планируется также строительство новых корпусов и общежитий Казанского национального исследовательского технологического университета на 20 тысяч студентов.